# Jobaria
Jobaria (da lenda dos nômades tuaregues da Nigéria, onde uma criatura se chamava Jobar) foi um dinossauro herbívoro e quadrúpede que viveu no início do Cretáceo e foi encontrado na Nigéria (Deserto do Sahara). Media por volta de 22 metros de comprimento, 4,5 metros de altura e aproximadamente 18 toneladas. Seu fóssil foi encontrado quase que completo, aproximadamente 95%, e com marcas de dentes do afrovenator. Possui nariz na testa, garras afiadas no polegar e cauda tipo chicote que utilizava provavelmente como defesa contra predadores, 12 vértebras no pescoço e 2 corações. Assim como vários sauropodas, comia pedras para auxiliar na digestão.
Sua família é ainda indefinida, mas está entre os Brachiosauridae e os Diplodocidae.